# 小西利行
小西 利行（こにし としゆき）は日本のCMディレクター。

## 経歴
博報堂を経て、2006年POOL Inc.設立。VISION CREATIVEを掲げ、言葉を武器に、企業や商品にビジョンを生み、斬新なストーリーで世の中にムーブメントを生み出している。CM制作から、街づくりや国の戦略構築も行う。 「伊右衛門」「PlayStation」 日産セレナ「モノより思い出。」などヒットCM多数。多くの企業のCIなどブランディングも手掛ける。
2017年に経済産業省と共に「プレミアムフライデー」を発案。STARBUCKS「47 Jimoto frappuccino」「＃STRAWBERRYVERYMUCHIFRAPPUCCINO」などをプロデュース。2019年に京都のホテル「GOOD NATURE STATION」、2020年立川「GREEN SPRINGS」などをプロデュース。 グッドデザイン賞審査員、ドバイ万博日本館のCREATIVE ADVISERを担当。 話題のハンバーグ店「挽肉と米」オーナー兼クリエイティブディレクターでもある。

## 主な仕事
- 日産自動車 セレナ「モノより思い出」[6]
- プレイステーション「暮らし、イキ！イキ！」[4]
- サントリー「伊右衛門」[3]
- サントリー 「ザ・プレミアム・モルツ」
- サントリー「胡麻緑茶」
- レクサス LS600hL
- ハウスメイト「人生に、いい部屋を」
- 「24 -TWENTY FOUR-」FOX JAPAN
- ボーダフォン（現：ソフトバンクモバイル）「ボーダーを超えるボーダフォン」
- Sony Make. believe 好奇心プロジェクト

## ADVERTISING（広告）
- ハウス食品 こくまろカレー
- LIFULL 　ホームズくんCM、ブランディング
- TOYOTA　TOYOTA Connected、クラウン、YARIS、シエンタ、アクアの“いい”ところ

## DEVELOPMENT（施設開発・商業開発）
- 挽肉と米
- Oh my DOTS
- ホテル関連（THE THOUSAND KYOTO、GOOD NATURE HOTEL KYOTO、ソラノホテル）
- 街　Green Springs

## PROMOTION
- スターバックス　47 Jimoto frappuccino、STRAWBERRY VERYMUCHI FRAPPUCCINO

## BRANDING
- プレミアムフライデー
- MIXI
- 三菱鉛筆
- ドバイ万博日本館

## 主な受賞
- 読売広告賞金賞（1994）
- TCC（東京コピーライターズクラブ）新人賞（1997）
- ニューヨークADC賞（2002）
- 東京TDC賞（2002）
- ニューヨークTDC賞（2002）
- One Show GOLD（2004）
- ニューヨークADC金賞（2004）
- CLIOブロンズ（2004）
- JRポスターグランプリ最優秀賞（2004）
- フジサンケイ広告賞グランプリ／伊右衛門（2005）
- TCC部門最高賞／伊右衛門（2005）
- CLIO賞ブロンズ（2005）
- ACC金賞受賞（2005）　他多数

## 主な著書
- 『伝わっているか？』（宣伝会議／2014年）
- 『仕事のスピード・質が劇的に上がる　すごいメモ。』（かんき出版／2016年）
- 『図解すごいメモ。』（かんき出版／2017年）
- 『プレゼン思考 』（かんき出版／2021年）
- 『売れ型 誰でも売れるアイデアが湧き出す思考法』 （PHP研究所／2021年）